# Zé Luiz (football, 1903)
Pour les articles homonymes, voir Zé Luís.
José Luís de Oliveira mieux connu sous le nom de Zé Luiz (né le 4 août 1903 à Rio de Janeiro et mort à une date inconnue) était un défenseur brésilien de football.

## Biographie
Il a joué durant sa carrière de club au Palestra Itália et à São Cristóvão.
Il joue la coupe du monde 1930 en Uruguay avec le Brésil, sélectionné par l'entraîneur Píndaro de Carvalho.

## Palmarès

### Club
- Championnat Carioca : 1

São Cristóvão : 1926